# SKA Minsk
El SKA Minsk es un equipo de balonmano masculino con sede en Minsk, Bielorrusia.

## Plantilla 2023-24
|  | Porteros - 01 Kirill Kolos - 23 Konstantin Kovalev - 33 Yahor Stasiuk Extremos izquierdos - 27 Uladzislau Kryvenka - 52 Anton Lukashenok Extremos derechos - 13 Alexey Shepelenko - 14 Evgeny Nikanovich Pívots - 22 Dzmitry Kamyshyk - 42 Artsiom Selviasiuk - 72 Andrei Pushkin | Laterales izquierdos - 02 Dzmitry Khmialkou - 19 Alexey Gaiduk - 98 Alexey Ermakov Centrales - 10 Timafey Baranchik - 47 Igor Belyavsky - 69 Aliaksandr Petrovich Laterales derechos - 24 Stanislav Shabelnikov - 78 Evgeny Ladutska - 87 Matsvei Udavenia |

## Palmarés

### Trofeos nacionales
- Liga de la Unión Soviética: 6
  - 1981, 1984, 1985, 1986, 1988, 1989.
- Liga de Bielorrusia: 10 
  - 1993, 1994, 1995, 1996, 1997, 1998, 1999, 2000, 2001, 2002.
- Copa Unión Soviética: 3
  - 1980, 1981, 1982.

### Trofeos internacionales
- Baltic League: 3
  - 2013, 2014, 2015

- Copa de Europa: 3
  - 1986-87, 1988-1989, 1989-1990.
- Recopa de Europa: 2
  - 1982-1983, 1987-1988.

- Datos: Q1520830
- Multimedia: SKA Minsk / Q1520830